# Frank Budgen

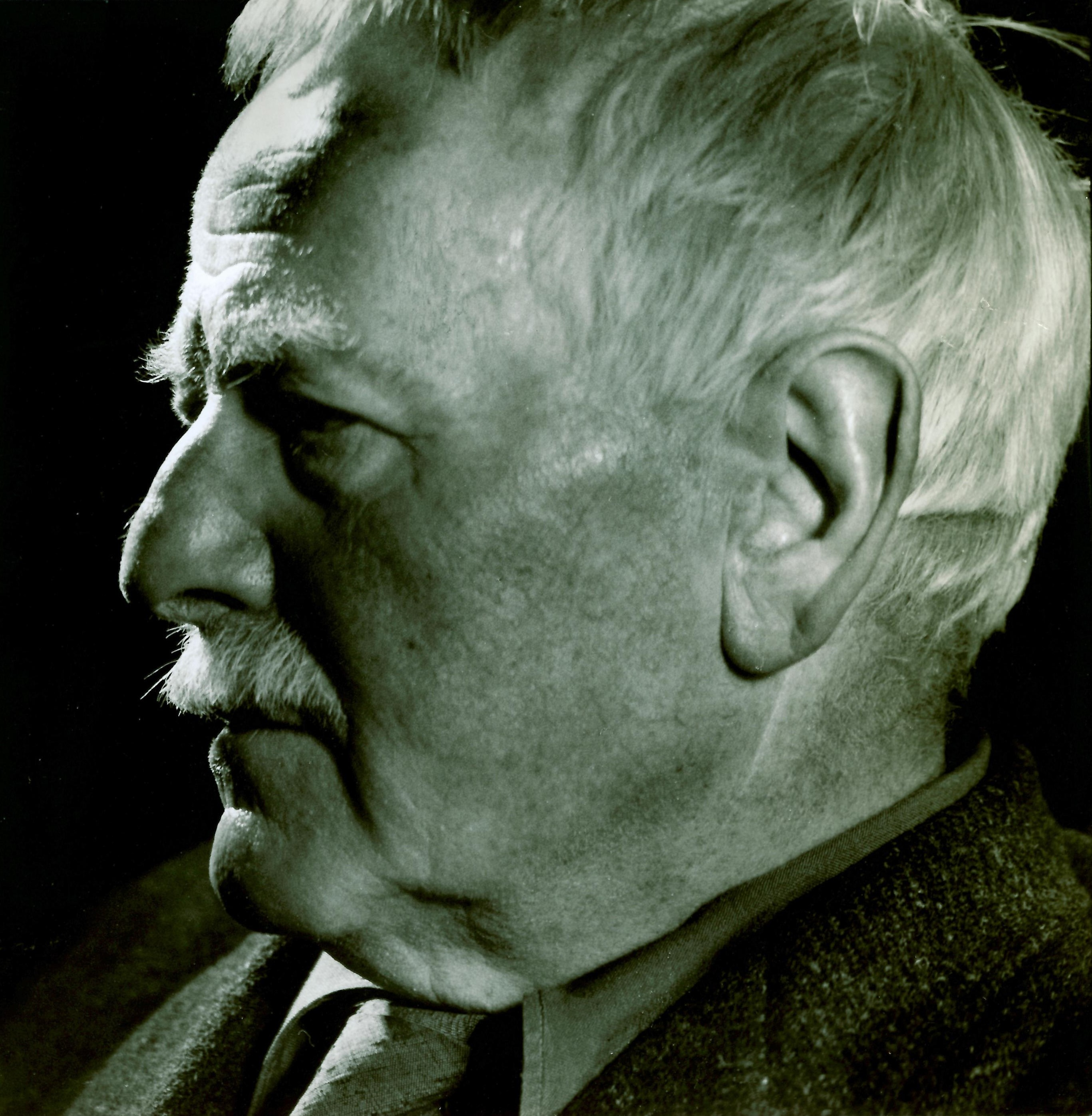
Porträtsitzung Frank Budgens mit Rosemarie Streuli in Zürich 1962

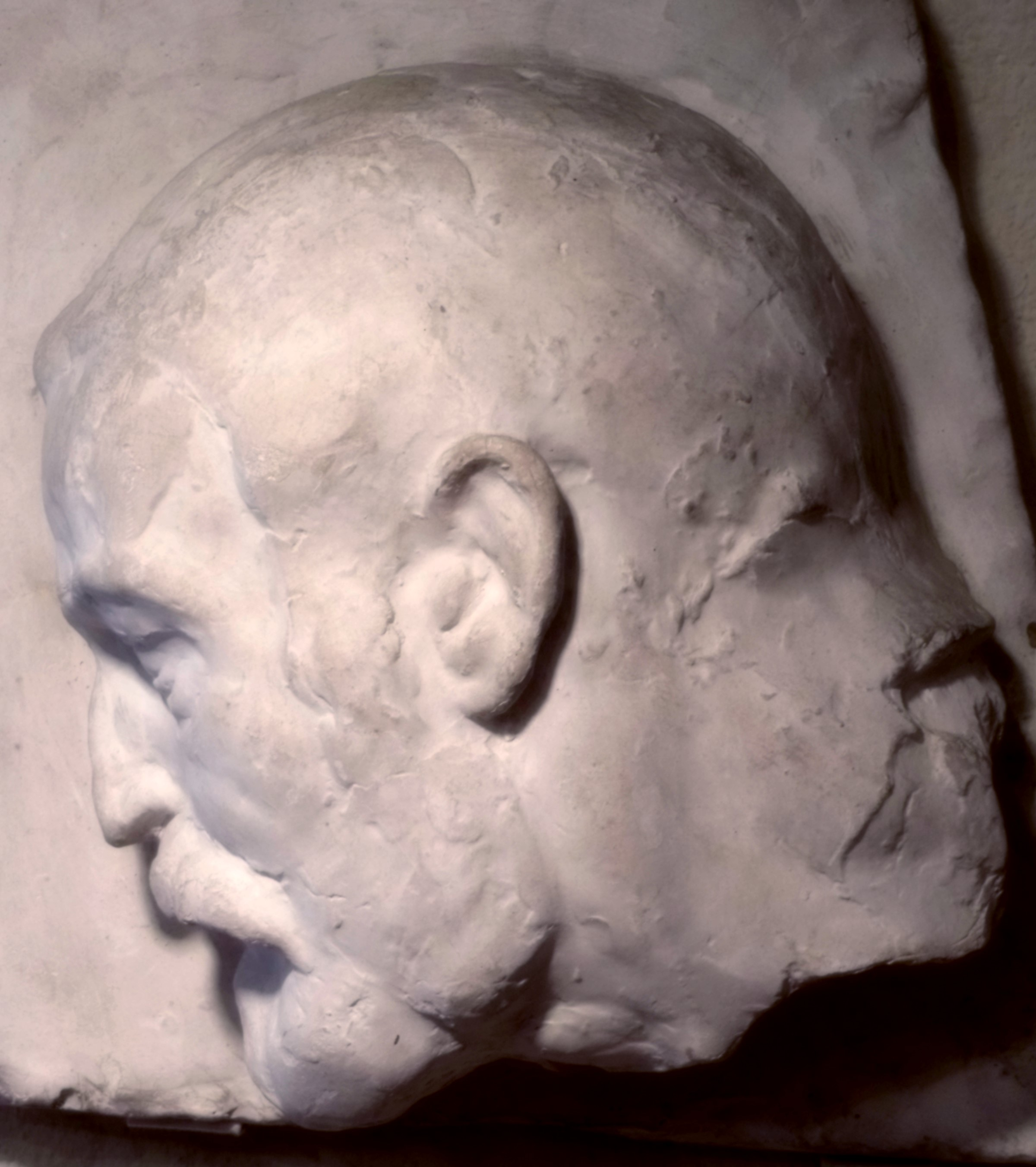
Gipsrelief von August Suter (1927), [http://www.eptingen.ch/02_gemeinde/museum/museum_suter.htm August-Suter-Museum, Eptingen

Frank Budgen (* 1. März 1882 in Crowhurst (Surrey), England; † 26. April 1971 in London) war ein englischer Maler und Schriftsteller sowie verdienstvoller Freund des irischen Schriftstellers James Joyce.

## Leben
Frank Budgen verbrachte als junger Mann zunächst sechs Jahre auf See. Er war in verschiedenen Berufen tätig, bevor er 1910 nach Paris reiste, um Malerei an der Académie Julian zu studieren. Dort verdiente er sich seinen Lebensunterhalt zunächst als Modell. So unter anderem für den Schweizer Bildhauer August Suter (1887–1965), mit dem ihn eine lebenslange Freundschaft verbinden sollte. Durch Suter wurde er mit dessen Freunden, dem Schweizer Dichter und Übersetzer Siegfried Lang und dem französischen Schriftsteller Blaise Cendrars bekannt.
Kurz vor Ausbruch des Ersten Weltkriegs folgte Budgen August Suter in die Schweiz. In Zürich fand er eine Anstellung beim britischen Konsulat und war für das dortige Informationsministerium tätig, das für die Verbreitung britischer Propaganda in den neutralen Staaten zuständig war. In Zürich lernte er auch den irischen Schriftsteller James Joyce kennen, mit dem er einen regelmäßigen stimulierenden Gedankenaustausch pflegte, der die Entstehung der Werke Ulysses und später aus der Ferne Finnegans Wake begleitete. Nach der Veröffentlichung des Romans 1922 verfasste er mit James Joyce und die Entstehung des Ulysses eine bis heute nicht übertroffene Einführung in das Werk, die besonders durch ihre authentischen Einblicke in Joyce’ Gedankenwelt während der langjährigen Arbeit an seinem Roman einzigartig ist.
Nach dem Krieg kehrte Budgen nach London zurück, wo er bis zu seinem Tod als Maler und Schriftsteller arbeitete. Budgen war vorübergehend ein führendes Mitglied der sozialistischen Arbeiterpartei in England. Mit Lily G. Aitken übersetzte und publizierte er 1919 eine billige Ausgabe von Marx’ Kommunistischem Manifest. Budgen verlor nie den Kontakt zu seinen Freunden aus seiner Zeit in Paris und Zürich und war Ehrengast des ersten James-Joyce-Symposiums in Dublin 1967.
Frank Budgen war verheiratet mit Francine Budgen (11. Juni 1896–16. April 1977). Aus der Ehe ging die Tochter Joan hervor. Frank und Francine Budgen sind auf dem Friedhof der St George’s Church, Crowhurst, Surrey beerdigt.

Der mit Budgen befreundete Joyce-Forscher Clive Hart schrieb über ihn:
Eine der vielen guten Eigenschaften von Frank Budgen war seine Fähigkeit, neue Freundschaften mit Menschen jeden Alters zu schließen. Obwohl er gelegentlich über die negative Auswirkungen des technischen Fortschritts auf das Leben in London und anderen Orts klagte, zeigte er sich immer, auch noch in seinen letzten Lebensjahren, aufgeschlossen für neues Leben, neue Entwicklungen. In seinen Dreißigern, als er und Joyce am vertrautesten waren, muss er ein außerordentlich stimulierender Gefährte gewesen sein. Selbst der Achtzigjährige war ein brillanter Unterhalter, der die Gesellschaft von Menschen jeder Herkunft genoss und von vielen Männern und nahezu allen Frauen umschwärmt wurde. Er sprach mit Begeisterung und konnte wie wenige begeistert zuhören. In einer Gesellschaft von Freunden konnte man den energischen, intelligenten, unbegrenzt wachen und neugierigen Mann, mit dem Joyce einst vertraut war, am deutlichsten erkennen.

## Bildnerische Werke
- St Peter's Church, Belsize Park, (1900) Burgh House and Hampstead Museum
- Finnegans Wake, Ölbild, Fales Library & Special Collections, Bobst Library, New York University
- Selbstporträt Budgens mit James Joyce (1918), Zürcher James Joyce Stiftung
- 16 Kohlezeichnungen menschlicher Figuren, ein Ölgemälde von James Joyce und drei Ölbilder von James und Nora Joyce (ca. 1919) sind im Besitz des Harry Ransom Center an der Universität Austin Texas

## Literarische Werke
- James Joyce and the Making of Ulysses with a portrait of James Joyce and four drawings to Ulysses by the author, 1934. Deutsche Übersetzung von Werner Morlang: James Joyce und die Entstehung des Ulysses, 1977
- Myselves When Young, London: Oxford UP, 1970. Eine Autobiographie.

## Tonaufnahme
- Frank Budgen My Friend James Joyce - A Spoken Appreciation UK 1961 LP Decca